# Nathan Trent
Nathanaele Koll (n. Innsbruck, Tirol, Austria, 4 de abril de 1992), cuyo nombre artístico es Nathan Trent, es un cantante, compositor, arreglista, músico y actor austriaco de ascendencia italiana. Comenzó su carrera musical a los tres años de edad, cuando empezó a dar clases de piano y violín. También tiene experiencia interpretativa en obras de teatro, musicales y un cortometraje. Su género musical es el Pop y el Rhythm and blues (R&B).
Ha sido elegido por la ORF mediante elección interna, para ser el representante de Austria en el Festival de la Canción de Eurovisión 2017.

## Biografía

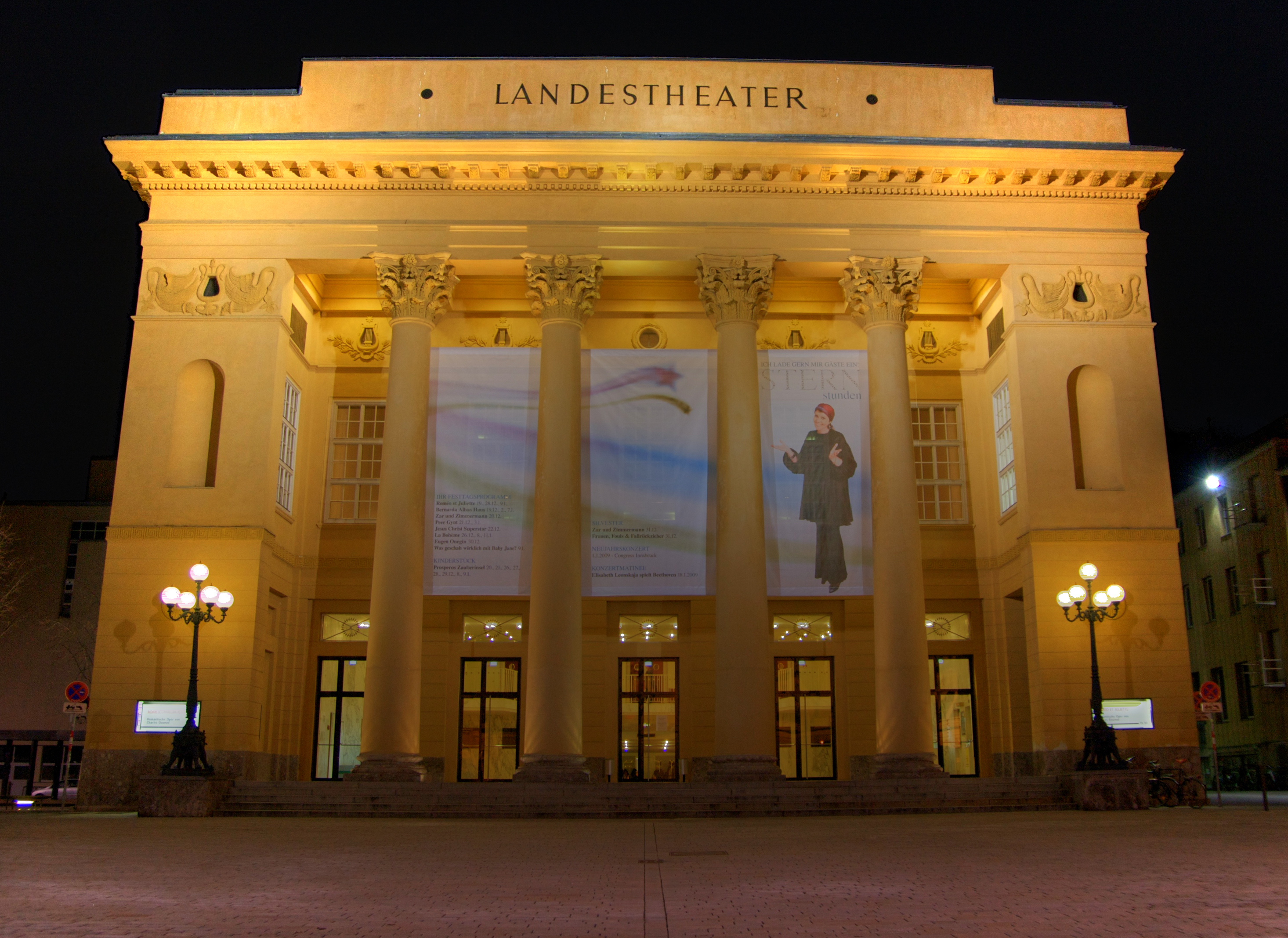
El Teatro Nacional de Innsbruck, donde comenzó su vocación musical.

Nacido en la ciudad de Innsbruck, el día 4 de abril de 1992. Su padre es austriaco y su madre es italiana, por lo que fue criado de forma bilingüe. Proviene de una familia de artistas, y desde muy pequeño, ya le inspiró a aprender a tocar el piano y el violín, cuando tenía solamente tres años. Su padre es un violinista profesional perteneciente a la orquesta del Teatro Nacional de Innsbruck, por lo que Nathan ha pasado una gran parte de su vida en este teatro, lo cual le ayudó a un más a que su pasión por la música creciera.
Cuando era niño además de tocar instrumentos, también participó en diversas obras de teatro y musicales. Eso fue lo que hizo que comenzara a cantar a una edad muy temprana.
Durante todos estos años ha ido ampliado sus estudios con la danza, los estilos del jazz, la música académica contemporánea y la comercial. Y hoy en día todavía sigue recibiendo clases de canto impartidas por su profesor Previn Moore.

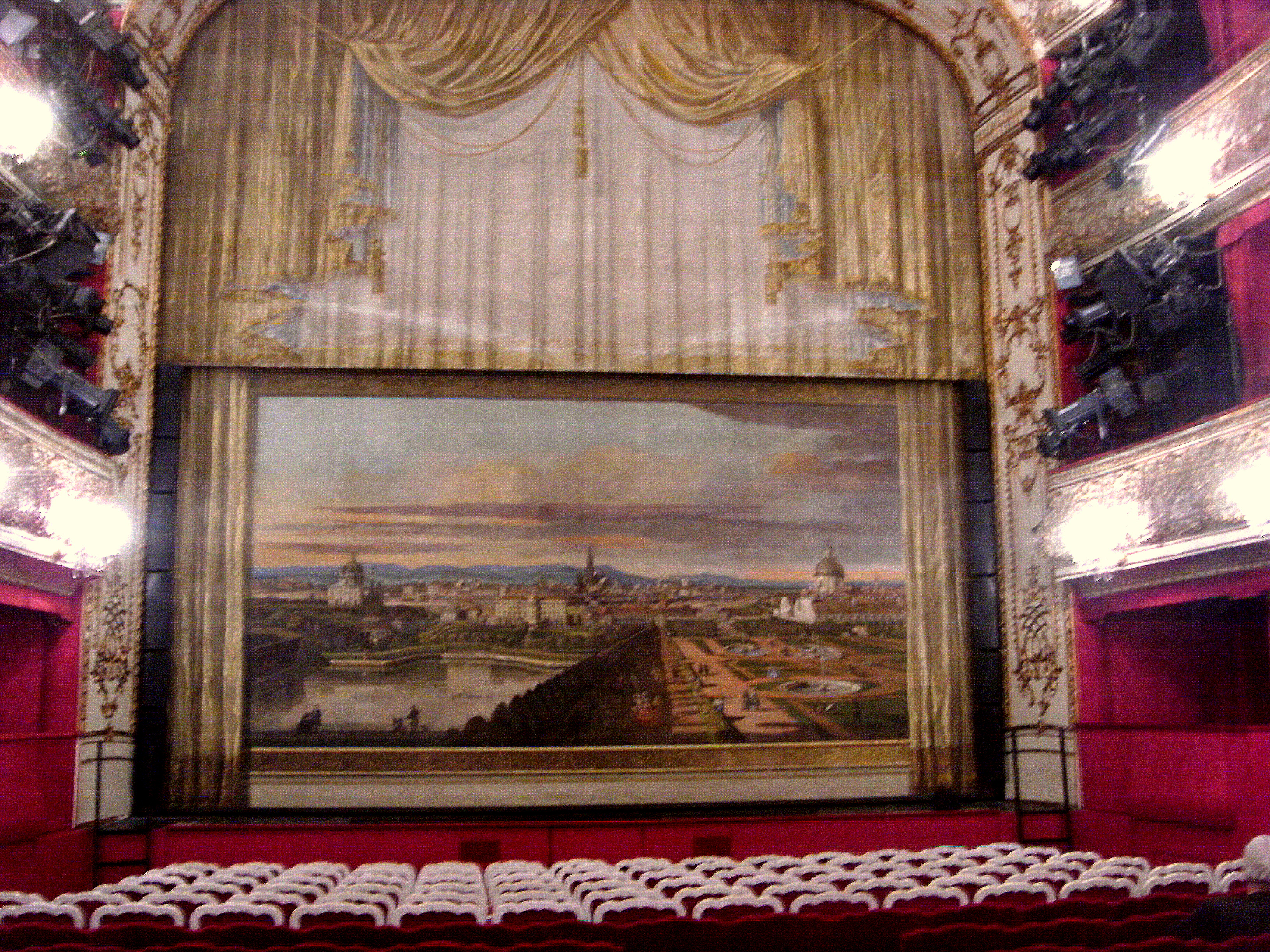
Theater in der Josefstadt, en el cual ha actuado más veces.

En cuanto a sus aptitudes dentro del mundo de la interpretación, ha actuado en algunas producciones junto a destacados actores austriacos en el famoso "Theater in der Josefstadt" o en el "Wiener Metropol" de la ciudad de Viena; y ha formado parte del reparto de un cortometraje titulado “Eisland”.
Cuando tenía once años de edad, ya comenzó a escribir sus primeras canciones. Después de estar años estudiando numerosas materias y debido a su trabajo con varios programas de música, han contribuido a su desarrollo dentro de la producción, a la búsqueda de su propio estilo personal y a la capacidad de expresarse plenamente a sí mismo como un artista. Gracias a toda esta experiencia obtenida, a día de hoy escribe, compone, arregla y produce sus propios temas.
Cabe destacar que se ha graduado por la Universidad de Música y Artes de Viena.
El 18 de junio de 2016, ya lanzó el que fue su primer sencillo titulado "Like It Is".
Para el Festival de la Canción de Eurovisión 2017 se presentó como uno de los 33 candidatos en la selección alemana "Unser Song 2017", pero la cadena pública de radiodifusión nacional austriaca "Österreichischer Rundfunk" (ORF) en la búsqueda de nuevos talentos para la escena musical de país, dieron con Nathan Trent y le invitaron a mandar un tema que logró convencer a los expertos Eberhard Forcher y Christof Straub (padre de la anterior representante, Zoë), los cuales finalmente han decido seleccionar a Nathan internamente para que sea el nuevo representante de Austria en la próxima edición del festival, que se celebrará en la ciudad de Kiev, Ucrania.
Participó en el festival de Eurovisión 2017 con su canción "Running On Air", obteniendo la decimosexta posición.

## Discografía
Sencillos
- "Like It Is" (2016)
- "Running on Air" (2017)
- "Good Vibes" (2017)[12]
- "Secrets" (con J-MOX) (2018)[13]
- "Killer" (2018)[14]
- "Legacy" (2019)[15]
- "Over You" (con J-MOX) (2019)[16]
- "I Got Me" (2019)[17]
- "Sweet Dreams" (2019)[18]
- "Timeline" (2020)[19]